# Otto II. (Bremen)
Otto II. von Bremen, auch Otto von Verden (* um 1364; † 30. Juni 1406, beigesetzt in Bremen) war von 1388 bis 1395 Bischof von Verden und von 1395 bis 1406 Erzbischof von Bremen. Er war der zweite Sohn des Magnus Torquatus von Braunschweig-Lüneburg. Als Zweitgeborenem stand ihm kein Erbe zu, er wurde deshalb zum Geistlichen und bekam zunächst die Propstei St. Blasius in Braunschweig zugewiesen.

## Leben und Wirken
Otto wurde als Sohn von Herzog Magnus Torquatus und dessen Gemahlin Herzogin Katharina, einer Tochter Fürst Bernhards von Anhalt-Bernburg vermutlich in Braunschweig geboren. In den Jahren 1383 bis 1388 wirkte er zunächst als Propst im Stift St. Blasius zu Braunschweig und im Jahr 1384 zudem als Vizedominus in Halberstadt und kurzzeitig auch als Archidiakon des Balsamgaus. Im Sommer 1388 schrieb er sich an der Universität Heidelberg ein und wurde nach dem Tod Johanns von Zesterfleth durch Einflussnahme seiner Brüder und der Grafen von Hoya zwischen Dezember 1388 und März 1389 zum Bischof von Verden gewählt. Am 5. Mai 1389 wurde er vom Papst bestätigt, erhielt jedoch erst 1394 die Bischofsweihe, da er zuvor noch nicht das erforderliche Mindestalter erreicht hatte. Im Jahr 1390 weihte er den Dom zu Verden, dessen Bau Bischof Konrad beauftragt hatte. Ansonsten hatte er seine Amtsführung eher im Sinne der welfischen Politik und nach den Belangen des Erzbistums Bremen ausgerichtet und weniger zum Nutzen des Bistums Verden.
Sein Onkel Erzbischof Albert II. von Bremen scheint ihm den Bremer Erzbischofssitz zugesagt zu haben, um das Erzstift für die Welfen zu erhalten; er setzte Otto aber nicht als Koadjutor ein. Otto ließ schon vor dem Tode Alberts am päpstlichen Hof verhandeln, um beide Stifte behalten zu können. Mit Albert von Bremen hatte er 1391 einen Landesfrieden geschlossen. Als Otto nach dem Tod Alberts in einer zwiespältigen Wahl zum Erzbischof von Bremen gewählt wurde, kam es am 29. Mai 1395 zu einem Dissens durch das Domkapitel wegen dieser Doppelwahl. Otto wurde vom Papst als Bischof von Bremen bestätigt und bemühte sich vergeblich um die Personalunion für beide Bistümer. Otto weigerte sich lange gegen die Herausgabe der Verdener Besitztümer an Dietrich von Nieheim, der für Otto am päpstlichen Hof verhandelt hatte, und der vom Papst als Bischof von Verden eingesetzt worden war. Zu den Besitzungen gehörte unter anderen die strategisch wichtige Burg Rothenburg.
Otto übernahm ein zwar abgewirtschaftetes, aber friedliches Erzstift. Es gelang ihm, während seiner gesamten Amtszeit im Stift den Frieden zu halten und er konnte 1397 einen achtjährigen Landfrieden aushandeln, der auch darüber hinaus auf die bremischen Landesstände wirkte. Dabei half, dass er die Nähe zum Domkapitel und der aufstrebenden Stadt Bremen suchte. Es gelang ihm während seiner Amtszeit die meisten Schlösser und Güter dem Stiftsadel wieder abzunehmen, nur Langwedel musste er zurückkaufen.
Im Jahr 1404 erkrankte Otto und verstarb 1406. Beigesetzt wurde er im Dom zu Bremen.